# Dunama indereci
Dunama indereci  (лат.) — вид бабочек-хохлаток (Nystaleinae) из семейства Notodontidae. Эндемик Центральной Америки: Коста-Рика, Villa Blanca, San Ramon, Alajuela province, на высоте 1,115 м в горах между Costa Rica’s Cordillera de Tilaran и Volcanica Central. Длина передних крыльев самцов 11,8—12,9 мм (13 у самок). Цвет серо-коричневый. 
Вид D. indereci был назван в честь канадской организации International Development Research Centre (IDRC), центра, информационно поддерживающего баркодинг ДНК живых организмов International Barcode of Life Project (iBOL был учреждён институтом Biodiversity Institute of Ontario при University of Guelph, Канада).
.

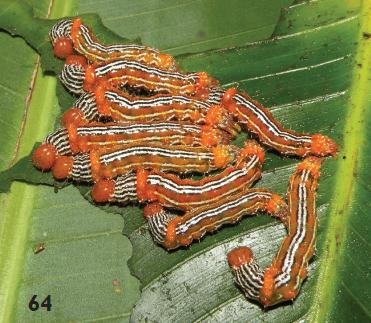
Гусеница последнего возраста
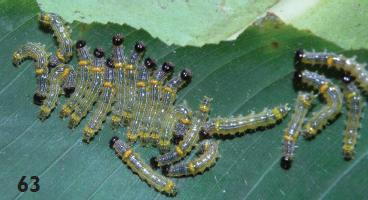
Гусеницы среднего возраста
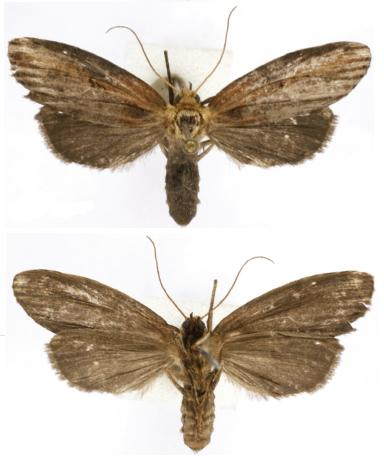
Самка